# Риванацано Терме
Риванаца̀но Тѐрме (на италиански: Rivanazzano Terme, на местен диалект: Riva, Рива) е градче и община в Северна Италия, провинция Павия, регион Ломбардия. Разположено е на 153 m надморска височина. Населението на общината е 5336 души (към 2016 г.).